# Teatro Positivo
O Teatro Positivo é uma sala de teatro com capacidade para 2400 pessoas instalado na cidade de Curitiba no Paraná, dentro do campus da Universidade Positivo. É considerado o maior teatro instalado neste estado.

## História
Inaugurado em março de 2008 pelo Grupo Positivo, o projeto do teatro, assinado pelo arquiteto Manoel Coelho, foi inspirado no  anfiteatro da cidade grega de Epidauro, construído no século IV a.C., que valorizou a visibilidade e acústica para uma melhor experiência dos espectadores.
Em 5 de dezembro de 2019, o grupo Cruzeiro do Sul Educacional comprou, do grupo Positivo, a Universidade Positivo (mantenedora do teatro) e toda a sua estrutura acadêmica: 8 sedes acadêmica, ExpoUnimed e o teatro (ExpoUnimed e o teatro ficam localizados dentro da sede da UnicenP).

## Estrutura
O edifício é composto de três grandes volumes que se relacionam e definem claramente os principais setores do teatro: foyer, plateia e palco. O revestimento externo contrasta e alterna o uso de concreto, vidro e pastilhas cerâmicas brancas com o arenito vermelho, pedra típica do Paraná.
O palco, com suas dimensões e completa infraestrutura cênica, incluindo fosso móvel para orquestra, possibilita a realização de qualquer tipo de espetáculo – teatro, dança, orquestra, shows, palestras, formaturas etc. São 2.400 lugares na plateia, e quatro camarotes com espaço para coquetel.
O teatro ainda possui o Pequeno Auditório, com capacidade de 714 pessoas, que, assim como o Grande Auditório, também é equipado para receber os mais variados tipos de eventos. 